# Maiji
Der Stadtbezirk Maiji (chinesisch 麦积区, Pinyin Màijī Qū) in der chinesischen Provinz Gansu gehört zum Verwaltungsgebiet der bezirksfreien Stadt Tianshui. Er hat eine Fläche von 3.452 Quadratkilometern und zählt 570.400 Einwohner (Stand: Ende 2018). 2004 wurde der Bezirk Beidao (麦积区) in seinen heutigen Namen Maiji umbenannt.